# Los juegos del hambre
Los Juegos del Hambre (título original en inglés: The Hunger Games) es el primer libro de la trilogía homónima escrita por la autora estadounidense Suzanne Collins. La editorial Scholastic Press lo publicó el 14 de septiembre de 2008. Se trata de una novela de aventura y ciencia ficción narrada en primera persona desde la perspectiva de Katniss Everdeen, una adolescente de dieciséis años que vive en Panem, una nación postapocalíptica ubicada en lo que anteriormente era América del Norte. El libro muestra en mayor parte sus experiencias en «Los Juegos del Hambre», un evento anual realizado en Panem, en el cual un chico y una chica de cada distrito,con edades comprendidas entre los doce y los dieciocho años, deberán luchar a muerte entre ellos mientras son observados por televisión nacional.
Inspirado en las experiencias de su escritora y algunos relatos de la mitología griega, Los Juegos del Hambre trata temas como la pobreza extrema y el hambre. Varios críticos dieron reseñas positivas del libro, aunque varios notaron similitudes con Battle Royale de Koushun Takami. Luego de haberse distribuido alrededor del mundo, vendió más de veinte millones de copias, lo que lo convierte en uno de los libros más vendidos de todos los tiempos. Además, también se lanzó un audiolibro narrado por la actriz Carolyn McCormick. 
En marzo de 2009, Lionsgate Entertainment adquirió los derechos de autor del libro y comenzó a crear su adaptación fílmica, que luego se publicaría el 23 de marzo de 2012 con Jennifer Lawrence en el papel de Katniss, Josh Hutcherson como Peeta y Woody Harrelson como Haymitch. Otros actores incluyen a Liam Hemsworth como Gale y Alexander Ludwig como Cato. La película se convirtió en un éxito en taquilla mundialmente. Llegó a recaudar $691 247 768 y también incrementó las ventas del libro.

## Antecedentes e inspiración
La escritora del libro, Suzanne Collins, comentó que su inspiración de crear la historia llegó mientras zapeaba. En un canal vio un reality show de competencias y en otro un documental sobre las guerras. De acuerdo con ella, ambas ideas comenzaron a fusionarse en su mente de manera inquietante, por lo que decidió iniciar un nuevo libro. La temática de «Los Juegos del Hambre» deriva de la vieja historia de Teseo en la que derrota al monstruo Minotauro. Collins afirmó que la leyó cuando solo tenía ocho años ya que era una gran admiradora de la mitología griega y romana. Dicha historia relata que los atenienses anualmente debían enviar un tributo al rey Minos de Creta, para ello debían sacrificar siete doncellas y siete jóvenes, que serían arrojados en un laberinto para ser devorados por el monstruo Minotauro. Esto fue una condición impuesta tras la expedición militar de Minos contra Atenas para vengar la muerte de Androgeo. Esta acción siempre «dejaba sin aliento» a Collins, ya que le parecía un acto macabro, pues los padres de las víctimas no podían hacer nada para detenerlos. El sacrificio del relato no acabó sino hasta que Teseo decidió ir voluntariamente a matar al Minotauro. Collins declaró que Katniss Everdeen, la protagonista del libro, es como una «versión futurista» de él.
Añadió que buscó la forma de crear una versión actualizada de los antiguos juegos romanos donde competían cientos de gladiadores. Según ella, la parte más difícil de escribir del libro fue aceptar la realidad de que en algún momento los personajes tendrían que morir, dada la temática. Concretamente, dijo: «Es algo horrible de hacer, y algo horrible de escribir, particularmente cuando tienes que tomar un personaje vulnerable o joven o alguien que has amado desde que comenzaste a escribirlo».

## Argumento
Los Juegos del Hambre se desarrolla en un país llamado Panem, lo que es en realidad una civilización postapocalíptica ubicada en lo que antes era América del Norte. El territorio se comprende de El Capitolio, que es la central del país, y trece estados que están bajo su control, los cuales son llamados distritos. Hace cerca de 75 años, el Distrito 13 inició una rebelión ante El Capitolio, donde se perdieron una enorme cantidad de vidas, además de la destrucción total de dicho distrito. Como castigo para evitar otros futuros levantamientos, El Capitolio creó un evento llamado «Los Juegos del Hambre», en donde anualmente los doce distritos restantes deben enviar dos "tributos", un chico y una chica con edades entre los doce y los dieciocho para que lucharan a muerte en una arena hasta que solamente quedara uno, mientras todo Panem los observa a través de televisión. 
La historia es narrada en primera persona desde la perspectiva de Katniss Everdeen, una adolescente de dieciséis años que vive en el Distrito 12, el más pobre de todos y el encargado de la actividad minera. Tiene una hermana menor llamada Primrose Everdeen, la cual acaba de cumplir doce años y es su primer año como potencial tributo para los juegos, que en esta ocasión son los 74.os El día que toca escoger a los tributos, llamado «Día de cosecha», Prim resulta ser elegida como tributo femenino del Distrito 12. Sin embargo, la actitud protectora de Katniss hacia su hermana provoca que ella se ofrezca como tributo para salvar la vida de Prim. Peeta Mellark, quien fue compañero de clases de Katniss en la infancia, resulta ser elegido como tributo masculino, así que ambos se dirigen a El Capitolio para su preparación. En el viaje, conocen a su mentor Haymitch Abernathy, único ganador de los juegos con vida salido del Distrito 12. Él los aconseja y empieza a explicarles todo lo que deberán hacer en los días posteriores. Haymitch resalta el hecho de que deben conseguir patrocinadores para recibir ayuda en la arena. Previo a los entrenamientos, Katniss conoce a su estilista Cinna, quien es la única persona de El Capitolio con quien ella se siente bien. Él le explica que se acerca el desfile de los tributos, un evento donde los participantes de los juegos son presentados ante el público. Cinna planea que Katniss y Peeta utilicen un traje que emane fuego para así llamar la atención y conseguir patrocinadores. Luego de que ambos aparecieran en el desfile, recibieron una ovación de pie por parte del público, y Katniss en concreto fue apodada como «la chica en llamas». Posteriormente, todos los tributos deben ser entrevistados por Caesar Flickerman, un animador de El Capitolio. Allí Peeta revela que durante un largo tiempo ha estado enamorado de Katniss, aunque ella cree que es solo una estrategia para conseguir patrocinadores. 
Tras varios días de entrenamiento, los tributos deben dar un espectáculo para los Vigilantes de El Capitolio. Esto con el fin de recibir una puntuación del uno al doce para orientar a los patrocinadores. En su presentación, Katniss arroja una flecha a una manzana ubicada en la boca de un cerdo del área restringida de los Vigilantes, lo que los deja atónitos. Si bien atentó contra la vida de los miembros de El Capitolio, Katniss recibe una puntuación casi perfecta de once, la más alta obtenida por alguno de los veinticuatro tributos de ese año. Al día siguiente, todos son transportados a la arena, la cual este año resultó ser un gran bosque con un río que atraviesa el centro. El evento inicia con todos los tributos alrededor de un centro de armamento llamado la Cornucopia, una estructura dorada con forma de cuerno donde yacen todo tipo de armas, incluyendo arco y flecha, la principal maestría de Katniss. Ella, siguiendo consejos de Haymitch, toma una mochila y rápidamente se adentra en el bosque para buscar agua y comida. No obstante, es descubierta por un grupo de tributos, quienes formaron una alianza para hacer más fácil la competencia. Antes de que la alcancen, ella escala un árbol para refugiarse y pasa la noche allí. Mientras los demás tributos duermen en la parte inferior del árbol esperando que baje, Katniss nota que Rue, el tributo femenino del Distrito 11, comienza a hacerle señales de que corte una rama del árbol que tiene un nido de avispas. Caesar informa al público que son en realidad rastrevíspulas, un grupo de avispas genéticamente modificadas cuyo veneno es realmente mortal. Luego de que Katniss hiciera caer el nido encima de los demás tributos, las avispas los espantan y matan a Glimmer, el tributo femenino del Distrito 1 que posee el arco tan anhelado por Katniss. Ella lo roba y decide huir. Sin embargo, recibió una dosis de veneno suficiente para dejarla inconsciente. 
Mientras Katniss se encuentra dormida, Rue cuida de ella. Ambas deciden formar una alianza e idean un plan para destruir las provisiones de los tributos que seguían a Katniss. Si bien funcionó, Rue es capturada mientras está escapando de ellos, pero Katniss la encuentra a tiempo. Sin embargo, otro tributo asesina a Rue clavándole una lanza en el pecho mientras simultáneamente Katniss lo asesina a él lanzándole una flecha al cuello. Antes de que Rue muera, Katniss se queda a su lado mientras le canta una canción. Al morir, le hace una cama de flores alrededor para simular respeto hacia ella, acción que enfurece a El Capitolio. Para tranquilizar al público que quedó conmovido y enfurecido por la muerte de Rue, El Capitolio hace un cambio de reglas para llamar la atención de Katniss. Esta consiste en que ahora puede haber dos ganadores, pero solo si ambos pertenecen al mismo distrito. En seguida, Katniss comienza a buscar a Peeta, quien yace malherido en el río, así que cuida de él. Sin embargo, Peeta posee una grave herida en su pierna, por lo que necesita una medicina. El Capitolio aprovechó la ocasión para invitar a los seis tributos restantes a un «festín» en la Cornucopia. Dado que todos necesitan algo con urgencia, se ven en la necesidad de enfrentarse a los demás tributos para conseguirlo. Allí Clove, el tributo femenino del Distrito 2, tiene una batalla contra Katniss donde casi gana. Sin embargo, aparece Thresh, el tributo masculino del Distrito 11, y mata a Clove creyendo que fue ella quien asesinó a Rue, su compañera de distrito. Debido a que Katniss y Rue formaron una alianza, Thresh le perdona la vida y escapa. 
Habiendo muerto dos tributos más, solo quedan con vida Katniss, Peeta y Cato, el tributo masculino del Distrito 2 que ha tenido el control de los juegos desde el inicio. Debido a que nadie quiere arriesgarse, El Capitolio crea mutaciones de lobos con el ADN de los tributos caídos, a los que apodan mutos. Estos persiguen a Katniss y a Peeta hasta llegar a la Cornucopia, donde se encuentran a Cato y tienen una feroz batalla hasta que finalmente Cato cae y es devorado por los mutos. En un acto de misericordia, Katniss le dispara a Cato una flecha en su cabeza para acabar con su dolor. Creyendo ya haber ganado, Katniss y Peeta esperan ansiosamente a que anuncien que son los ganadores. Sin embargo, El Capitolio revoca la regla de que dos personas podían ganar si pertenecían al mismo distrito, obligando a Katniss y a Peeta a luchar entre sí. Si bien Peeta cede para que Katniss lo asesine, ella se niega y saca unas bayas venenosas para que ambos cometan un doble suicidio y dejen a El Capitolio sin un vencedor. Antes de que ambos se traguen las bayas, se anuncia que han ganado los juegos, así que son retirados de la arena. Al salir, Haymitch advierte a Katniss de que se ha convertido en una amenaza para El Capitolio por haberlos dejado en evidencia ante todo Panem. Luego Peeta se entera de que en realidad Katniss no lo ama y solo estuvo fingiendo su amor para conseguir patrocinadores. El libro termina con ambos volviendo al Distrito 12 y reencontrándose con sus familias.

## Temas

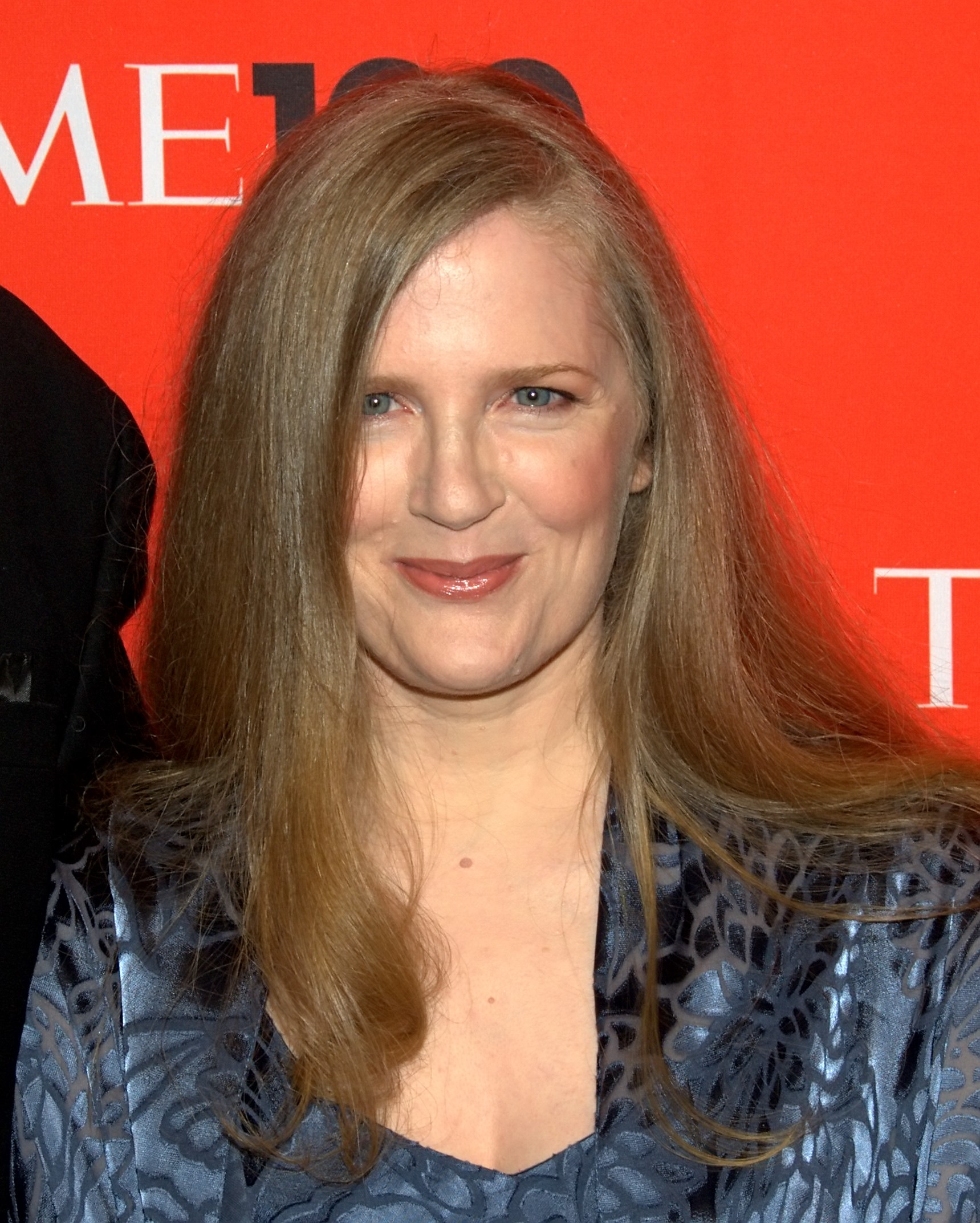
Suzanne Collins, autora de la novela.

Los Juegos del Hambre trata temas importantes como la pobreza extrema, el hambre, la opresión y las consecuencias de la guerra. Collins dijo en una entrevista que buena parte de sus ideas surgieron a través de las memorias de su padre, quien era miembro de las fuerzas aéreas militares de los Estados Unidos. Cuando ella era joven, él murió en un viaje a Vietnam, y esto ayudó a Collins a entender ciertas cosas de la vida. La idea de que Katniss y Gale fuesen cazadores también surgió por medio de su padre, quien no veía la caza como un deporte sino una forma de llevar comida a la mesa. También añadió que poseía un amplio nivel de conocimiento sobre plantas comestibles. Todo esto se une y forma lo que ella describe como la lucha por la supervivencia, que es lo que son Los Juegos del Hambre. Igualmente, toca temas como el control del gobierno y la independencia personal. La trilogía en sí también posee influencias de obras de William Shakespeare, concretamente de Julius Caesar, donde se habla del poder total y luego de la caída.

## Personajes

### Principales
- Katniss Everdeen es la protagonista y el libro se narra desde su perspectiva. Es una adolescente de dieciséis años que vive en el Distrito 12, concretamente en una zona llamada La Veta, que es denominada como la más pobre de allí. Después de que su padre muriese en un accidente en la mina del distrito, ella se convierte en la encargada de mantener a su familia, que consta de su hermana menor, Prim, y su madre. Sus habilidades principales son la caza con el manejo de arco y flecha. Si bien eso es un deporte ilegal en Panem, ella se las arregla para pasar los límites de su distrito y traer todo tipo de animales, los cuales en su mayoría intercambia en El Quemador, el mercado negro del Distrito 12.
- Peeta Mellark es un joven de dieciséis años que vive en el Distrito 12. Conoce a Katniss desde la infancia, ya que ambos iban a la misma escuela. Su familia posee una panadería, en la que él trabaja decorando pasteles y como asistente principal de su madre. Debido a esto, se especializa en el camuflaje y en levantar cosas pesadas. Su primer acercamiento real con Katniss ocurrió un día que él le arrojó un pan quemado en medio de la lluvia ya que ella estaba muriendo de hambre por el reciente fallecimiento de su padre. En su entrevista con Caesar Flickerman, asegura que desde ese momento está enamorado de ella.
- Haymitch Abernathy es un señor de cuarenta años que vivía en el Distrito 12. Dado que las reglas dicen que un antiguo ganador de los juegos debe entrenar a los tributos de su respectivo distrito, se convierte en el mentor de Katniss y Peeta luego de que ambos resultasen electos para representar al Distrito 12 en los 74.os Juegos del Hambre. Haymitch es un adicto al alcohol que ganó los quincuagésimos Juegos del Hambre cuando tenía dieciséis años. Fue de gran ayuda para Katniss y Peeta en la arena ya que los ayudó a conseguir varios patrocinadores.

### Secundarios
- Gale Hawthorne es un adolescente de dieciocho años que vive en el Distrito 12. Ha sido el mejor amigo de Katniss desde la infancia, y ambos cazan de manera ilegal en las afueras de su distrito. Es un maestro de las trampas y comparte las mismas obligaciones que Katniss, ya que también debe cuidar a su familia luego de que su padre muriese en el mismo accidente de mina. Desde que esto ocurre, ha tenido en mente la idea de iniciar una nueva rebelión ante El Capitolio, pero no es apoyado por nadie, ni siquiera por su mejor amiga. En este libro su participación es menor, pero en los dos posteriores es uno de los protagonistas.
- Effie Trinket es una escolta de El Capitolio encargada concretamente del Distrito 12. Su labor consiste en elegir los nombres de los tributos de cada año, así como organizar los horarios de estos. Es una persona muy refinada y siempre trata de buscar el lado bueno de las cosas. Durante la estancia de Katniss y Peeta en El Capitolio, ella es la encargada de mostrarles todo el lugar, así como los beneficios que tendrán mientras estén allí. Asimismo, los acompaña mientras están en su departamento.
- Primrose Everdeen, apodada Prim, es una niña de doce años que vive en el Distrito 12 junto a su hermana mayor Katniss y su madre. Siendo la menor de la familia, siempre busca la manera de ayudar lo más que pueda. Posee dos mascotas, un gato llamado Buttercup al cual es muy cercana, y una cabra llamada Lady. En la primera mitad del libro, tiene un papel menor puesto que todo gira en torno a su preocupación por aparecer por primera vez como tributo potencial para los Juegos del Hambre. Si bien resulta elegida, Katniss se ofrece como tributo para salvarla, y ella le promete ganar los juegos. Luego reaparece al final para recibir a Katniss en el Distrito 12.
- Cinna es el estilista de Katniss. Conmovido por la acción heroica de ella el día de la cosecha, Cinna planea convertirla en la atracción principal de los 74.os Juegos del Hambre. Para ello, crea una serie de vestidos que la ayudan a ganarse el apodo de «la chica en llamas». Es la única persona de El Capitolio con la que Katniss se siente bien. Aunque su participación en el libro es menor, influyó en gran parte en el comportamiento de Katniss en los juegos.
- Tributos: Glimmer, el chico del Distrito 1, Cato, Clove, Thresh, Rue y La Comadreja, son los tributos más relevantes de los juegos. Los cuatro primeros son considerados «tributos profesionales», ya que desde niños son entrenados para participar en los juegos, a pesar de que esto es ilegal. Comenzando la arena, forman una alianza para facilitar la competencia. Si bien la participación de Thresh es menor, se vuelve un personaje fundamental al salvarle la vida a Katniss y quedando entre los cuatro últimos tributos. Rue por su parte, juega un papel esencial en el libro, ya que se alía con Katniss y luego de su muerte provoca una serie de acontecimientos importantes. Por último, La Comadreja, apodada así por Katniss, también queda entre los mejores cinco.

## Portada
Los juegos del Hambre, al ser un Best Seller, fue reeditado por diferentes editoriales en varios idiomas. Por lo tanto, su portada puede variar. A pesar de esto, todas las editoriales respetan el concepto de la portada original del libro en inglés publicado por Scholastic. La portada de Los Juegos del Hambre es de color negro, con un sinsajo color oro, un pájaro cruce de sinsonte y arrendajo (aunque en la historia a este último lo llaman charlajo) nacido de una adaptación genética, con una flecha inscrito en un círculo. Esta es una imagen del pasador dado a Katniss por la hija del alcalde del Distrito 12, Madge Undersee, que Katniss lleva en la arena. La imagen corresponde a la descripción que aparece en el libro, a excepción de la flecha: «Es como si alguien hubiera diseñado un pájaro de oro pequeño y después fue unido con anillo a su alrededor". El pájaro está conectado al anillo solo por las puntas de sus alas».[cita requerida]

## Publicación y recepción

### Lanzamientos y ventas
Los Juegos del Hambre estuvo disponible para todo Estados Unidos el 14 de septiembre de 2008, bajo la editorial Scholastic Press. Inicialmente, solo 50 000 ejemplares fueron impresos. Sin embargo, su demanda creció hasta el punto de que se tuvo que duplicar dos veces el número de copias. Más tarde, entraría en la lista de los libros más vendidos en los Estados Unidos, hecha por el periódico The New York Times, y se mantendría por 102 semanas consecutivas. Para febrero de 2010, solo en los Estados Unidos y Canadá ya se habían distribuido 800 000 libros. Además, todos los derechos fueron vendidos a más de treinta países. Durante el estreno de su adaptación cinematográfica, Scholastic Press reportó un aumento en ventas de la trilogía total. Con esto, Amazon.com informó que Suzanne Collins se convirtió en la autora más joven en lograr un millón de copias digitales de su libro para Amazon Kindle. Más tarde, Los Juegos del Hambre también serían el libro más comprado digitalmente por el mismo medio. Con veintitrés millones de copias alrededor del mundo en distintos formatos, es uno de los libros mejores vendidos de todos los tiempos. Su respectivo audiolibro, narrado por la actriz Carolyn McCormick, estuvo disponible en diciembre de 2008, y cuenta con una duración total de once horas con catorce minutos.

### Comentarios de la crítica
En general, Los Juegos del Hambre recibió buenos comentarios por parte de los críticos. El escritor Stephen King de Entertainment Weekly le dio una calificación de B y comentó que la lectura del libro es «adictiva», y aunque la persona sabe que no es real, se mantiene «enchufada» a ella. King también notó similitudes con Battle Royale de Koushun Takami. Más del 85% de los lectores del sitio recomendaron leer el libro. Elizabeth Bird de School Library Journal lo describió como «emocionante», «conmovedor» y «reflexivo». Dijo también que es uno de los mejores libros del 2008. Aunque, también lo comparó con Battle Royale. The New York Times informó que: "las similitudes son asombrosas, suficiente como para que la obra de Collins haya sido atacada en la blogosfera como una estafa descarada", pero que "existen suficientes fuentes posibles de la línea argumental que los dos autores podría haber golpeado en la misma configuración básica de forma independiente". King señaló que el reality "badlands", fue similar a Battle Royale, así como The Running Man y La larga marcha. Green también señaló que la premisa de la novela era "casi idéntica" a Battle Royale.
La novela también ha sido motivo de controversia, se ubicó en el quinto lugar en la lista de American Library Association de los libros más prohibidos para el año 2010, las razones de esto eran porque es: "sexualmente explícito, inadecuado para cierto grupo de edad, y por la violencia". Una de las quejas provino de una madre en Nuevo Hampshire, quien afirmó que su hija de 11 años, tenía constantes pesadillas después de leer el libro en clase. A pesar de no haber leído el libro ella, la mujer, Tracy LaSalle, se mostró escéptica, si la historia iba a enseñar a los estudiantes una lección. Los Juegos del Hambre recibió una serie de premios y honores. Fue nombrado por Publishers Weekly de los "Mejores libros del año" en 2008 y The New York Times lo dijo: "Libro notable para niños 2008". Fue el ganador en 2009 del premio Golden Duck en la categoría Ficción Jóvenes Adultos. Los Juegos del Hambre también ganó en 2008 el "Cybil" para libros de fantasía y ciencia ficción, junto con The Graveyard Book. También el School Library Journal como el "Mejor libro 2008" y un premio "Elección del Editor" en 2008. En 2011, el libro ganó el California Young Medalla Reader En la edición 2012 de la revista de padres: Parent and Child, Los Juegos del Hambre fue situado en el puesto número 33 de los mejores libros para niños, con el premio al «final más emocionante».

## Adaptación cinematográfica
En marzo de 2009, Lionsgate Entertainment anunció que había adquirido los derechos de autor del libro para producir su película. Gary Ross se encargaría de dirigirla, mientras que la misma Suzanne Collins la adaptaría. El papel de Katniss Everdeen es interpretado por Jennifer Lawrence, el de Peeta Mellark por Josh Hutcherson y el de Haymitch Abernathy por Woody Harrelson. El australiano Liam Hemsworth interpreta a Gale Hawthorne mientras que Elizabeth Banks a Effie Trinket. Otros papeles incluyen a Lenny Kravitz como Cinna, Leven Rambin como Glimmer, Jack Quaid como el tributo masculino del Distrito 1, Isabelle Fuhrman como Clove, Alexander Ludwig como Cato (quien originalmente sería Peeta), Amandla Stenberg como Rue, Dayo Okeniyi como Tresh y Jacqueline Emerson como La Comadreja.
La película también consta de una serie de diferencias con el libro. En la película se revela que el tributo masculino del Distrito 1 se llama Marvel, pero en la trilogía esto no se sabe sino hasta En llamas. Por otra parte, en el libro Peeta pierde su pierna tras terminar los juegos debido a la infección, mientras que en la película sanó casi directamente. Lo mismo ocurrió con Katniss, quien en el libro pierde la audición momentáneamente, pero en la película no se menciona nada al respecto. La película estrenó el 23 de marzo de 2012 y recaudó $691 247 768.